# Мухин, Александр Олегович
Александр Олегович Мухин (род. 29 апреля 2002, Серпухов, Московская область) — российский футболист, защитник клуба «Ростов-2».

## Биография
Начинал играть в серпуховской ДЮСШ-80. Воспитанник академии московского «Локомотива». В молодёжном первенстве России сезона 2019/20 сыграл 11 матчей, забил один гол. Провёл пять матчей в ЮФЛ 2019/20. 11 декабря 2019 года сыграл гостевой матч в Юношеской лиге УЕФА против «Атлетико» Мадрид (0:3). В осенней части сезона 2020/21 провёл девять матчей, забил один гол за фарм-клуб «Локомотива» «Локомотив-Казанка» в первенстве ПФЛ. В январе 2020 года подписал контракт с ФК «Ростов». Дебютировал 27 октября в гостевом матче Кубка России против московского «Торпедо» (0:2). 14 марта 2022 года сыграл первый матч в РПЛ, выйдя на 90+1-й минуте. Мухин заменил Игоря Калинина, вышедшего за полчаса до этого и получившего травму. У Калинина, столкнувшегося головой с Егором Тесленко, было подозрение на сотрясение мозга, что позволило «Ростову» произвести шестую замену в матче — впервые в истории чемпионата России.
В 2017—2019 годах играл за юношескую сборную России под руководством Дмитрия Хомухи. В элитном раунде отборочного турнира чемпионата Европы 2019 (до 17 лет) сыграл один матч — против Шотландии (3:0). В финальном турнире провёл два матча — против Исландии (2:3) и Португалии (1:2).